# Marcolino del Carmelo Benavente
Marcolino del Carmelo Benavente (San Antonio de Areco, 17 de agosto de 1845 - San Juan, 28 de septiembre de 1910) fue un fraile dominico argentino, que ejerció como obispo de San Juan de Cuyo entre 1899 y su fallecimiento en 1910.

## Biografía
Ingresó joven a la orden de los dominicos, y profesó como fraile a los 18 años de edad, permaneciendo en un convento de la ciudad de Buenos Aires. Pronto fue conocido como un brillante orador sagrado.
Fue nombrado obispo de la diócesis de San Juan de Cuyo por el papa León XIII el 7 de enero de 1899. Se trasladó a Buenos Aires para ser consagrado obispo, de modo que recién asumió el gobierno de la diócesis el 19 de marzo de ese año. Dedicó los primeros años de su mandato a recorrer las parroquias de su extensa diócesis, que incluía numerosas poblaciones pobres y remotas. Fundó varias parroquias nuevas, como la de Albardón.
Fue el autor original de la idea de levantar la estatua del Cristo Redentor de los Andes, como monumento a la paz, en homenaje a la firma del tratado de paz entre la Argentina y Chile conocido como Pactos de Mayo.
Tuvo una participación activa en contra del laicismo en la educación, pronunciando sermones y firmando artículos en un semanario creado especialmente para ese fin, llamado El Porvenir. En el mismo llamaba a los católicos a la participación activa en la política, en la esperanza de enfrentar al grupo dirigente sanjuanino de la época, cuyo líder, el coronel Carlos Sarmiento, llegó a prohibir la celebración de la misma de Navidad. En lo educativo, proponía reforzar las posiciones católicas fundando una escuela católica femenina a la que concurrieran las niñas de las clases pudientes. Esta fue la misión que se asignó al Colegio del Tránsito de Nuestra Señora, aunque posteriormente perdería su carácter elitista.
Con ayuda de un subsidio del gobierno nacional y con aportes de vecinos y la casi totalidad de su propio patrimonio, el obispo construyó el palacio episcopal, que sería completamente destruido junto a la Catedral en el terremoto de 1944. Prestó especial atención a la formación de nuevos sacerdotes, revitalizando el seminario conciliar de su diócesis. También presidió la construcción e inauguración del primer colegio de los jesuitas en la ciudad de Mendoza posterior a la histórica expulsión de 1767.
Falleció en San Juan en el año 1910.